# Apalus
Apalus – rodzaj chrząszczy z rodziny oleicowatych i podrodziny Nemognathinae. Obejmuje 21 opisanych gatunków.

## Morfologia
Chrząszcze nieprzekraczające 15 mm długości ciała. Głowa ma niewyłupiaste i niesięgające na spodzie do szczęk oczy. Długość skroni jest niewiele większa niż szerokość oka w widoku grzbietowym. Warga górna jest poprzeczna. Sięgające zwykle środka długości ciała, u samców dłuższe niż u samic czułki zbudowane są z jedenastu członów, z których szczytowe nie są powiększone. Głaszczki szczękowe nie są silnie wydłużone, nie przekraczają dwukrotności długości wargowych; zbudowane są z czterech członów, z których pierwszy jest krótki. Pokrywy są nieskrócone, niezwężone z tyłu wyraźnie, o krawędziach bocznych w tylnych ⅔ lekko tylko łukowato zakrzywionych, z wyjątkiem rozchylenia między wierzchołkami nakrywające cały odwłok. Przednia para odnóży nie ma na udach wykrojeń krawędzi brzusznych u szczytu ani łatek poprzecznego owłosienia. Tylna para odnóży ma zgrubiałe, bardzo szerokie zewnętrzne ostrogi wierzchołkowe goleni, wyraźnie szersze od wewnętrznych. Stopy mają pazurki o zaopatrzonej w jeden lub dwa szeregi ząbków blaszce grzbietowej i wyraźnie wykształconej blaszce brzusznej.

## Ekologia i występowanie
Larwy przedstawicieli rodzaju są kleptopasożytami i parazytoidami pszczół, głównie porobnic i lepiarkowatych. Pierwsze stadium stanowi trójpazurkowiec, który trafia do gniazda gospodarza dzięki forezji.
Przedstawiciele rodzaju zamieszkują krainy palearktyczną i etiopską. W Polsce stwierdzono tylko A. bimaculatus.

## Taksonomia
Takson ten wprowadzony został w 1775 roku przez Johana Christiana Fabriciusa. Obejmuje 21 opisanych gatunków, w tym:
- Apalus asiaticus Escherich, 1897
- Apalus bimaculatus Linnaeus, 1760
- Apalus binaevus Procházka, 1892
- Apalus bipunctatus Megerle von Mühlfeld, 1812
- Apalus cinctus Pic, 1896
- Apalus creticus J. Frivaldszky, 1877
- Apalus davidis Fairmaire, 1886
- Apalus guerini Mulsant, 1858
- Apalus haemapterus Fairmaire, 1889
- Apalus mongolicus Kaszab, 1965
- Apalus montanus Escherich, 1897
- Apalus mulsanti Reiche, 1878
- Apalus necydaleus Pallas, 1782
- Apalus plagiatus Waterhouse, 1889
- Apalus subfasciatus Pic, 1922
- Apalus sulcithorax Pic, 1901